# ستودنو بوچه
ستودنو بوچه (به بلغاری: Studeno buche) یک منطقهٔ مسکونی در بلغارستان است که در شهرستان مونتانا واقع شده‌است.